# 村上龍寛
村上 龍寛（むらかみ たつひろ、1976年10月5日- ）は、日本の元ラグビー選手。現在ジャパンラグビーリーグワン九州電力キューデンヴォルテクスのBKコーチを務めている。

## プロフィール
- 福岡県中間市出身
- 身長:167 cm　体重:69 kg
- ポジションはスクラムハーフだったが、2011年3月に引退した。

## 主な経歴
- 1992年～1995年 八幡中央高校
- 1995年～1999年 関東学院大学
- 1999年～2011年 九州電力